# 无心菜

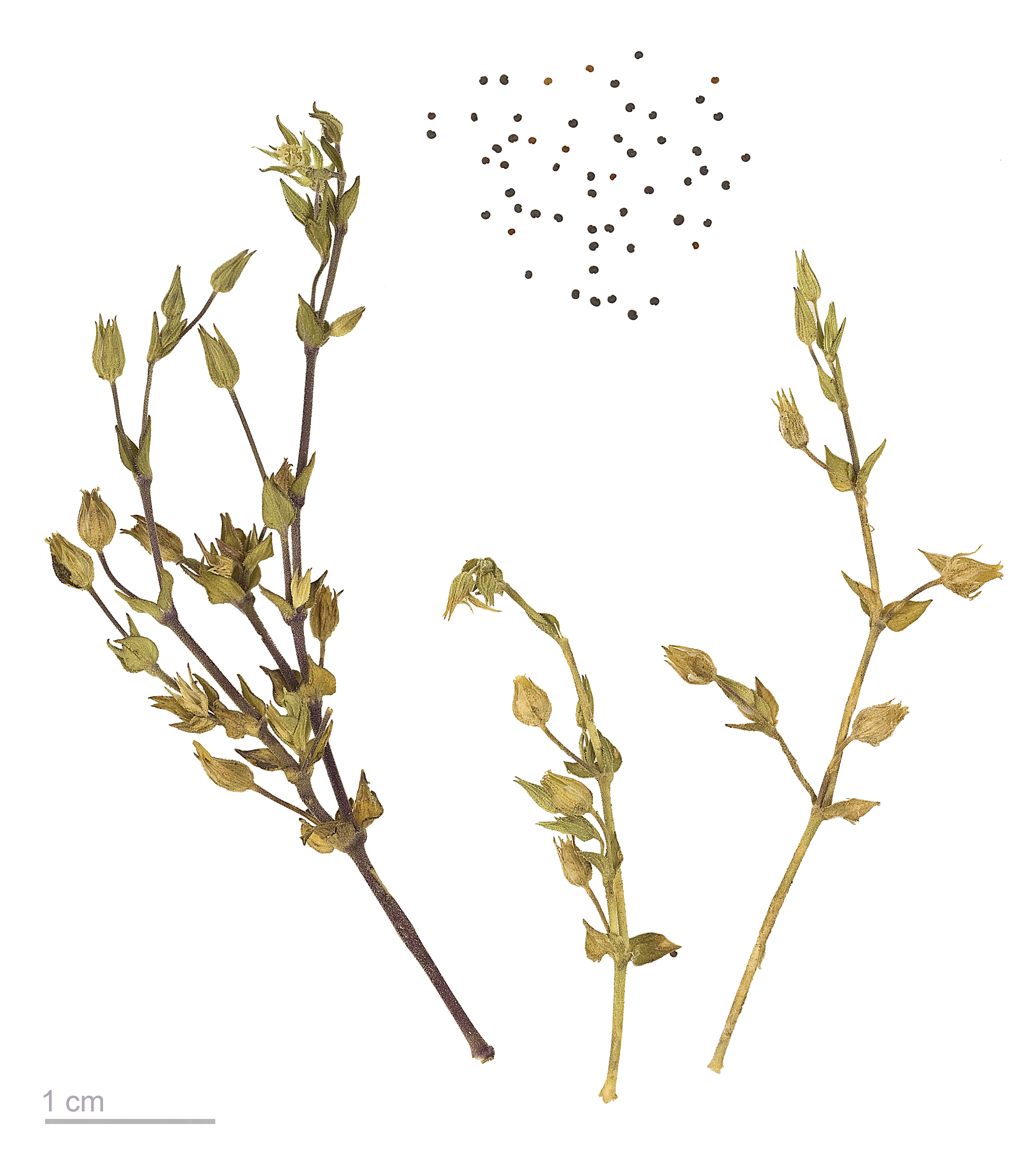
Arenaria serpyllifolia

无心菜（学名：Arenaria serpyllifolia）是石竹科无心菜属的植物。分布于温带欧洲、北美洲、北非、亚洲以及中国大陆的全国各地等地，生长于海拔550米至3,980米的地区，见于沙质、园圃、田野、石质荒地以及山坡草地。

## 别名
小无心菜（植物名实图考） 蚤缀（中国高等植物图鉴） 鹅不食草（江苏植物名录） 卵叶蚤缀（东北植物检索表）

## 异名
- Arenaria leptoclados Guss.

## 延伸阅读
[在维基数据编辑]
 《植物名實圖考·小無心菜》，出自吳其濬《植物名實圖考》